# Рудник Сабирсай
Рудник Сабирсай – гірничодобувний майданчик в центральній частині Узбекистану на схід від міста Нурабад.
Родовище Сабирсай виявили у 1960 році в пагорбах, що лежать між Зірабулак-Зіраетдінськими горами та хребтом Каратепа на півдні і долиною Зеравшану на півночі. Розробку організували через Підприємство № 12 (надалі Піденне рудоуправління) Комбінату № 2, що у 1967-му був перейменований на Навоїський гірничо-хімічний комбінат, а потім – на Навоїйський гірничо-металургійний комбінат (НГМК).
Дослідні роботи на Сабирсай почали в 1964-му, а в 1969-му став до ладу рудник №1. В 1973-му ввели в дію першу чергу рудника №2. Обидва вони вели підземний видобуток та повинні були мати потужність по 0,6 млн тонн руди на рік. Втім, другу чергу рудника №2 так і не запустили, оскільки було визначено, що більш ефективно відпрацьовувати запаси методом підземного свердловинного вилуговування. Дослідно-промислова ділянка підземного вилуговування почала роботу ще в 1972-му та в підсумку дозволила залучити в розробку всі шахтні поля рудника.
Отримана на руднику продукція відправлялась на Гідрометалургійний завод № 1 (ГМЗ-1), що діяв у Навої.
В 1983-му припинили шахтний видобуток руди, а в 1989-му закрили ділянку підземного вилуговування.
Є відомості, що за запасами урану родовище Сабирсай належало до діапазону 10000 – 25000 тонн цільового компоненту.